# Movimento 21 de Abril
MR-21 ou Movimento 21 de Abril foi um movimento de resistência armada à ditadura militar que atuou no Triângulo Mineiro. Organizado em 1966 pelo dentista Guaracy Raniero. O movimento possuía ligações com o Movimento Nacionalista Revolucionário, organizado por apoiadores de Leonel Brizola, exilado no Uruguai.
Em agosto de 1967 o grupo foi delatado e seu líder, Guaracy Raniero, preso por quatro anos.